# Národní divadlo

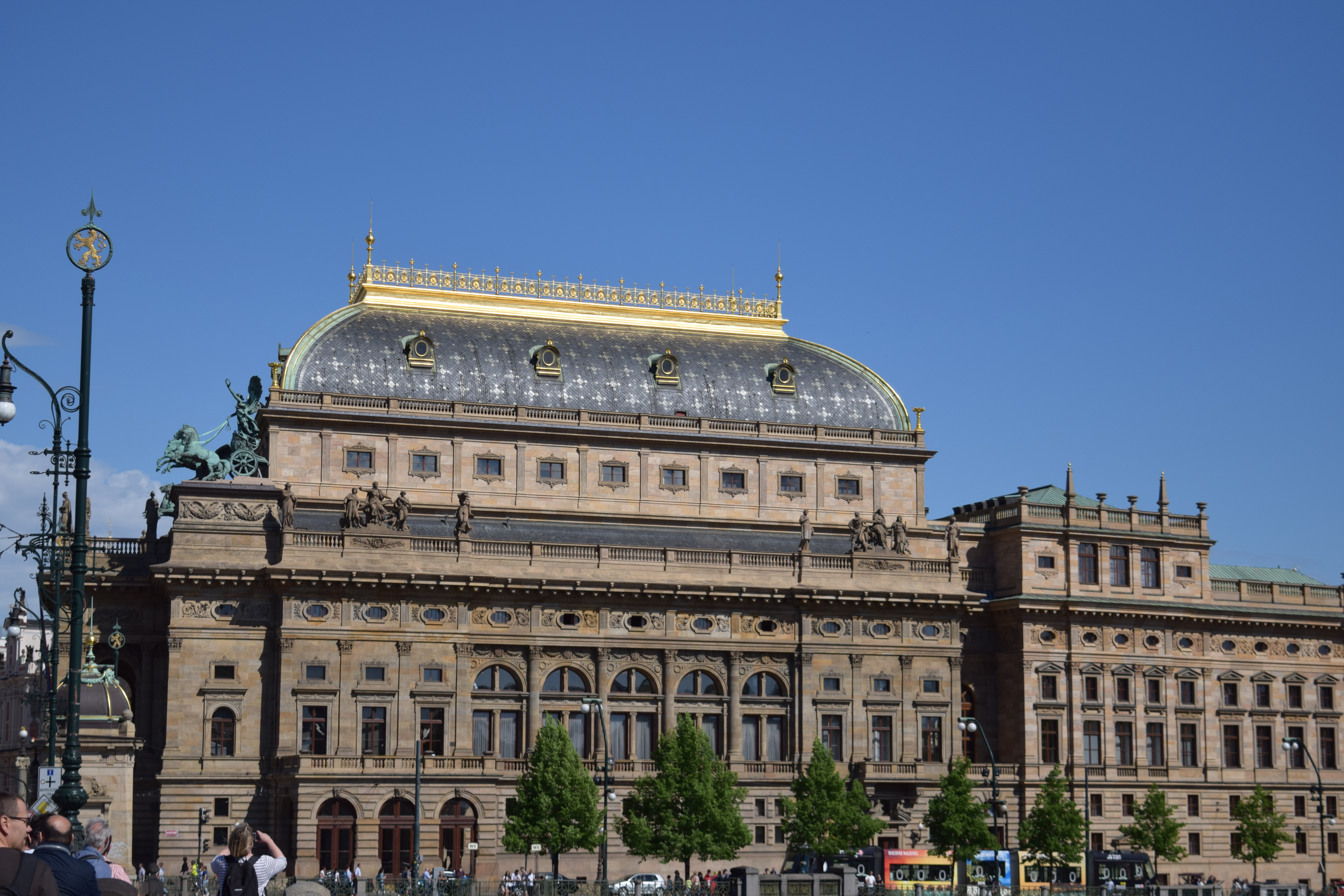
Fotografie Národního divadla z přední části

Národní divadlo v Praze patří mezi nejznámější divadla v České republice. Novorenesanční budova divadla od Josefa Zítka na rohu Národní třídy a Masarykova nábřeží na Novém Městě, národní kulturní památka, je jednou z nejvýznamnějších staveb v zemi, jak z hlediska obecně národně kulturního a historického, tak i z hlediska čistě architektonického.
Národní divadlo navazovalo na činnost Prozatímního divadla a otevřelo se roku 1881, resp. po požáru znovu v roce 1883. Dnes kromě scény v hlavní budově spadá pod Národní divadlo ještě sousední Nová scéna, Stavovské divadlo a Státní opera. Soubory Národního divadla jsou rozděleny na Činohru, Operu, Balet a Laternu magiku.

## Návrhy a financování

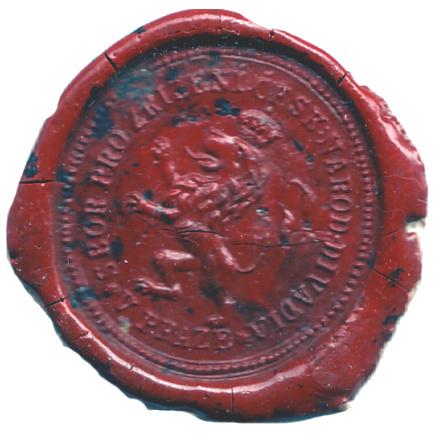
Pečeť Sboru pro zřízení národního divadla v Praze, 1851

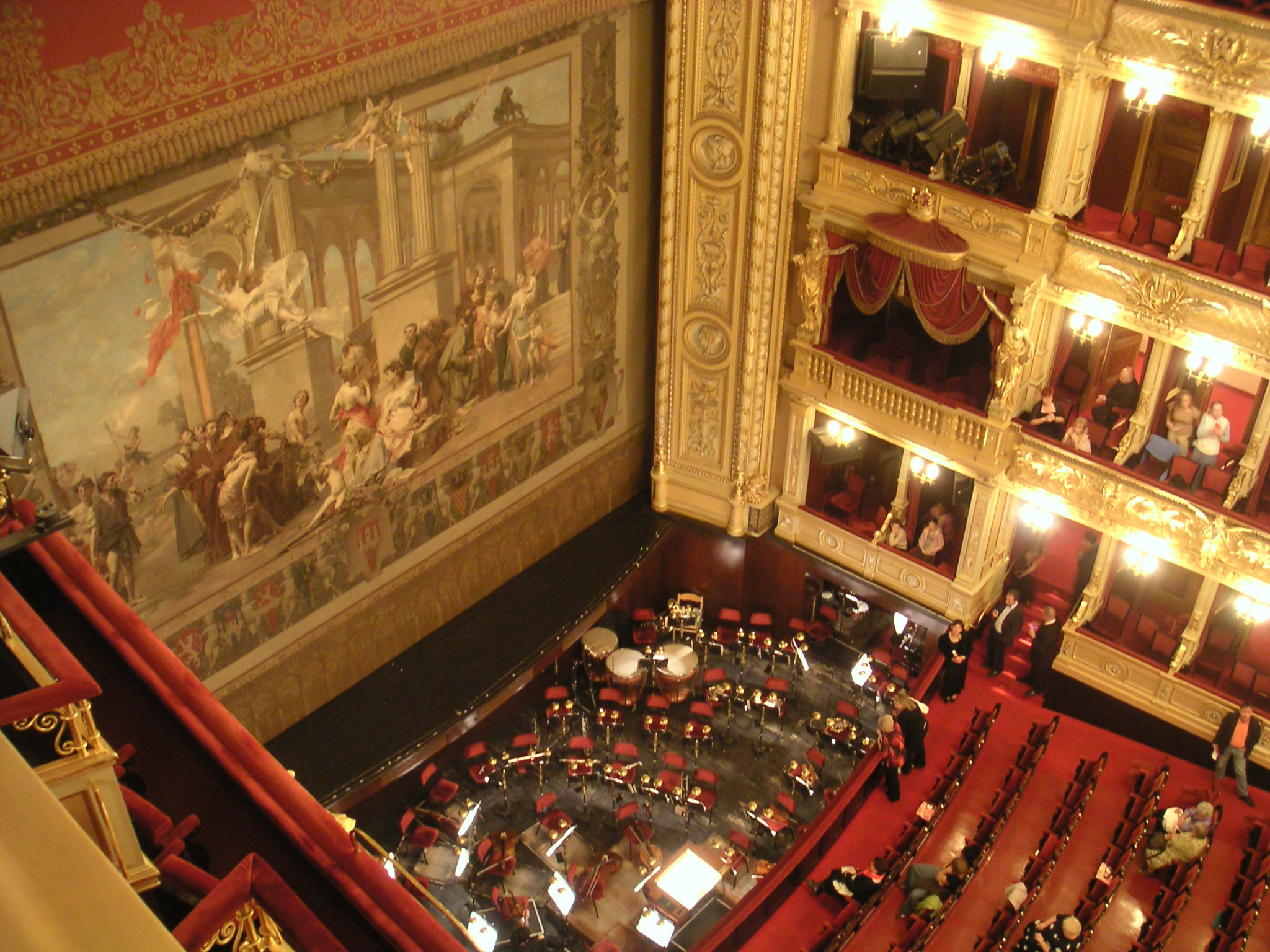
Pohled do orchestřiště

O výstavbě kamenného divadla začali čeští vlastenci uvažovat už v roce 1844 na svých poradách v Praze. Počátek stavby byl realizován nejprve žádostí o „privilej na vystavění, zařízení, vydržování a řízení“ samostatného českého divadla, kterou stavovskému výboru českého sněmu 29. ledna 1845 předložil František Palacký. Privilej byla udělena už v dubnu 1845. Ale až za šest let – v dubnu 1851 – vydal ustavený Sbor pro zřízení českého národního divadla v Praze první veřejné provolání k zahájení sbírek. Do roku 1865 bylo ve sbírkách vybráno celkem 201 939 zlatých.
Národní sbírky a loterie však nebyly jediným zdrojem financování stavby Národního divadla, prostředky poskytlo i České království prostřednictvím subvencí schválených Českým zemským sněmem nebo zemským výborem. Výstavu zahájení výstavby navštívil také císař František Josef I. a při té příležitosti věnoval svůj první osobní příspěvek ve výši 5 tisíc zlatých. Později, když se dověděl o vyhoření divadla 12. srpna 1881, ihned věnoval dalších 13 tisíc. Zemský výbor Království českého uvolnil 14 700 zlatých, české vlastenky uspořádaly na Žofíně bazar, jehož výtěžek byl téměř 6 tisíc zlatých, členové císařské rodiny darovali 26 tisíc, dále přispěli ruský car Alexandr II. Nikolajevič a česká šlechta – z nejvýznamnějších jmenujme alespoň knížete Lobkovice (6 tisíc zlatých), hraběcí rodinu Chotků (přes 4,5 tisíce), hraběcí rodina Kolovratů (přes 4 tisíce), objevují se jména Schwarzenberků, Kinských, Černínů, Nosticů, Harrachů a dalších. Nezanedbatelně také přispěla nastupující buržoazie (měšťanstvo), ale i vědci a umělci. Podpořili ji podnikatel a politik František Ringhoffer III., obchodník Ladislav Rott, historik, spisovatel a novinář František Palacký a jeho zeť a politik František Ladislav Rieger i poslanec, nakladatel a novinář Josef Richard Vilímek starší.[zdroj?]
Celkové příjmy ze sbírek, příspěvků, subvencí a pojištění od 21. srpna 1850 do 30. června 1884 činily 3 204 129 zlatých. Subvence Českého zemského sněmu v roce 1874 činila 300 tisíc zlatých a subvence v roce 1880 115 tisíc zlatých. Město Praha přispělo částkou 100 tisíc zlatých. Více než 238 tisíc zlatých vynesla Velká národní loterie v roce 1877. Požár divadla vyvolal obrovskou vlnu solidarity, díky které se v národní sbírce za pouhý měsíc vybralo skoro 1 milion zlatých, což bylo více než se vybralo v předchozích sbírkách během 30 let. Z toho po požáru sbírka Sboru pro zřízení českého národního divadla vynesla 257 539 zlatých, sbírka novin Národní listy vynesla 248 698 zlatých, sbírka novin Pokrok vynesla 167 374 zlatých a sbírka novin Politik vynesla 104 298 zlatých. Úroky z vkladů a cenných papírů vynesly 66 469 zlatých. První česká vzájemná pojišťovna po požáru vyplatila pojistku ve výši téměř 300 tisíc zlatých. (Přehled významnějších darů po požáru uvádí publikace Národní divadlo v Praze dějiny jeho i stavba dokončená. Celkově bylo pouze od požáru do konce března 1882 vybráno 744 644,37 zlatých.)
Národní legenda o sbírkách, “Národ sobě”
Legenda o financování Národního divadla ze sbírek a darů i chudých je součástí české národní mytologie. Měla zdůraznit všelidovost a národní jednotu. Přitom spory o financování divadla odrážely politické konflikty mezi staročechy a mladočechy. Navíc největšími sponzory výstavby byla města, korporace a také šlechta. Největším soukromým přispěvatelem byl sám císař František Josef, který daroval 18 tis. zlatých a po požáru dalších 20 tis. zlatých.
Současnost
V současnosti (2023) jsou hlavními sponzory, partnery a mecenáši Národního divadla Raiffeisenbank, Škoda Auto, Aricoma, Pilsner Urquell, Česká pošta, Moser, Generali Česká pojišťovna, rodina Kolowrat-Krakowských a Prof. Dr. Dadja Altenburg Pešta Kohl. Mediálními partnery jsou Česká televize, Český rozhlas a mediální skupina Mafra.

## Budovy divadla

### Prozatímní divadlo
V průběhu příprav se uvažovalo o různých umístěních, v roce 1852 byl zakoupen pozemek pro stavbu, na kterém Národní divadlo stojí. V roce 1862 byla zahájena stavba Prozatímního divadla, které bylo dokončeno za šest měsíců a otevřeno 18. listopadu téhož roku. Po otevření Národního divadla byly obě budovy spojeny v jednu. Dnes se zde nachází šatny a zázemí technického personálu.

### Zítkova budova
Stavba Národního divadla trvala úměrně dlouho k monumentálnosti budovy i k obtížím, jež způsobovaly zvýšené náklady na ni v průběhu stavby. Projekt architekta Josefa Zítka prováděl stavitel František Havel od roku 1874. Sochařskou výzdobu obstarali mistři Uzel a Wildt. Budování bylo z domácích materiálů a domácími silami. Postup stavby měl hlavní etapy: 16. května 1868 byl položen za velikých slavností základní kámen. Položení základního kamene zároveň symbolizovalo zásadní změny v české politice, kdy se hlavní role ujali mladočeši a naopak staročeši byli odsunuti do pozadí. 1869 byla zřízena stavební kancelář (budovnice) u Žofína, 1870 byla stavba v úrovni Ferdinandovy třídy.
Roku 1865 skupina kolem Sladkovského, Tyrše, Nerudy a Hálka vyzvala třiatřicetiletého profesora pozemního stavitelství na pražské technice, architekta Josefa Zítka, aby vypracoval návrh Národního divadla. Ten pak zvítězil v dodatečném konkurzu a roku 1867 začaly práce na staveništi.
Josefem Schulzem, Zítkovým následovníkem upravená budova Prozatímního divadla tvoří zadní trakt (jeviště) Národního divadla. Na jeho iniciativu byl do stavby zahrnut také nájemný dům dr. Poláka (za řádné odškodnění). Tyto tři objekty jsou jasně „čitelné“ v siluetě komplexu.

#### Základní kámen

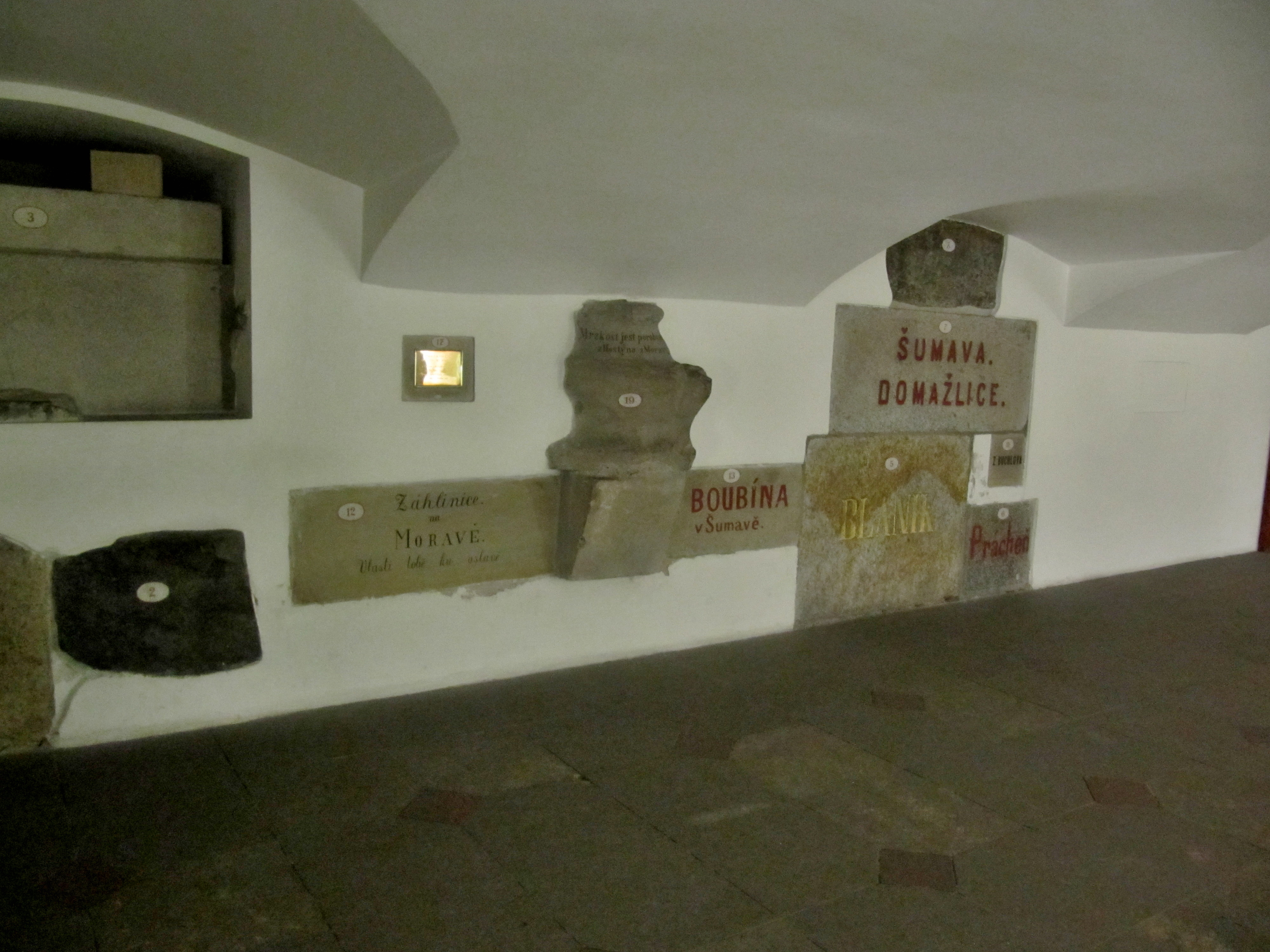
Základní kameny Národního divadla

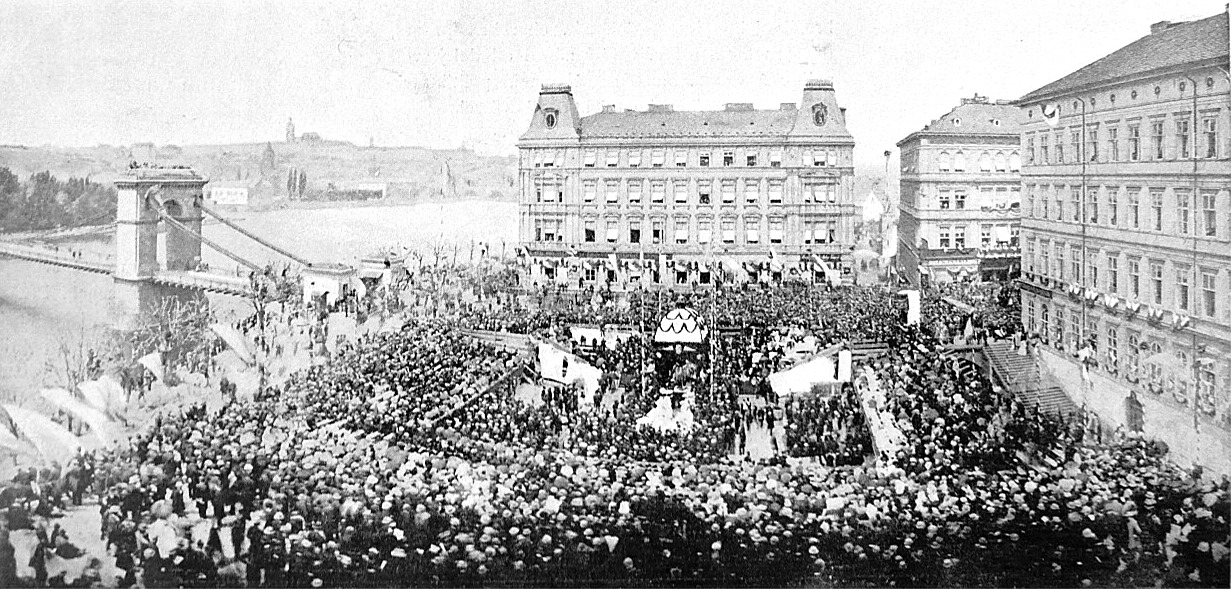
Slavnostní položení základního kamene Národního divadla, 16. května 1868

16. května 1868 byl v Prozatímním divadle slavnostně položen základní kámen současně s premiérou Smetanova Dalibora. Původně měly být dovezeny pouze dva základní kameny, z hory Říp a z Radhoště, nakonec však byly dodány i další kameny z následujících míst: Blaník, Vyšehrad (skála), Hostýn, Žižkov, Svatobor u Sušice, Branka na Dobeníně u Náchoda, Boubín, Zlatý kůň u Koněprus (Červený lom), Trocnov, Prácheň u Horažďovic, Čerchov, Buchlov, Lipník, Helfštýn, Doudleby, zřícenina Podlažického kláštera u Chrasti, Záhlinice, lom Kaménka u Louňovic. Z Podivína navíc došla cihla uhnětená z hlíny a vody ze studánky, u které křtil sv. Cyril. Dodatečně, roku 1869, dorazila mramorová deska od českých krajanů z Chicaga.
První dorazil kámen z Radhoště 5. května 1868, z Řípu a Žižkova 11. května, z Blaníku 13. května. Podle návrhu architekta Josefa Zítka měl být základní kámen opracován do požadovaných rozměrů (123 × 106 × 77 cm) s vnitřním prostorem na schránku a opatřen 23 cm silným víkem s nápisem „Národ sobě 1868“. K tomuto účelu se však kámen z Řípu nebo z Radhoště nehodil a bylo třeba nalézt kámen opracovatelný. Vhodný kámen zakoupil kamenický mistr Gabriel Žižka v lomu Kaménka u Louňovic a pro Národní divadlo jej věnoval.
Dne 16. května se konala veřejná slavnost pokládání základního kamene, respektive kamenů, za veliké účasti lidu – odhaduje se přítomnost asi 100 až 150 tisíc lidí. Do schránky základního kamene pocházejícího z lomu Kaménka u Louňovic, označeného číslem 3, byly umístěny zakládací dokumenty. Kromě základních kamenů bylo rovněž slavnostně uloženo pouzdro s prstí z Plavského mohylníku, jenž je jedním z nejrozsáhlejších předkřesťanských pohřebišť v Čechách. Večerní slavnostní premiéry Dalibora v Novoměstském divadle se zúčastnili pouze vybraní hosté.

#### Stavba budovy a výzdoba
Do konce roku 1868 byly vystavěny základy a roku 1877 byla postavena střecha. V roce 1873 současně probíhaly soutěže na výzdobu budovy, jejichž scénář vypracovala zvláštní komise pod vedením Sladkovského: témata byla jednak v duchu novorenesanční koncepce budovy klasická, jednak se inspirovala dobovým nadšením pro slovanskou mytologii a pro děje Rukopisů – obě tyto koncepce, vycházející z mánesovské malby a spojené se soudobou romantickou krajinomalbou (také navazující tematicky na české dějiny), daly ideový základ výtvarnému projevu, který se dnes označuje jako „Umění generace Národního divadla“. Na výtvarné výzdobě divadla se podíleli zejména Bohuslav Schnirch, Mikoláš Aleš, František Ženíšek, Josef Václav Myslbek, Antonín Pavel Wagner, Václav Brožík a Julius Mařák.

#### Požár divadla

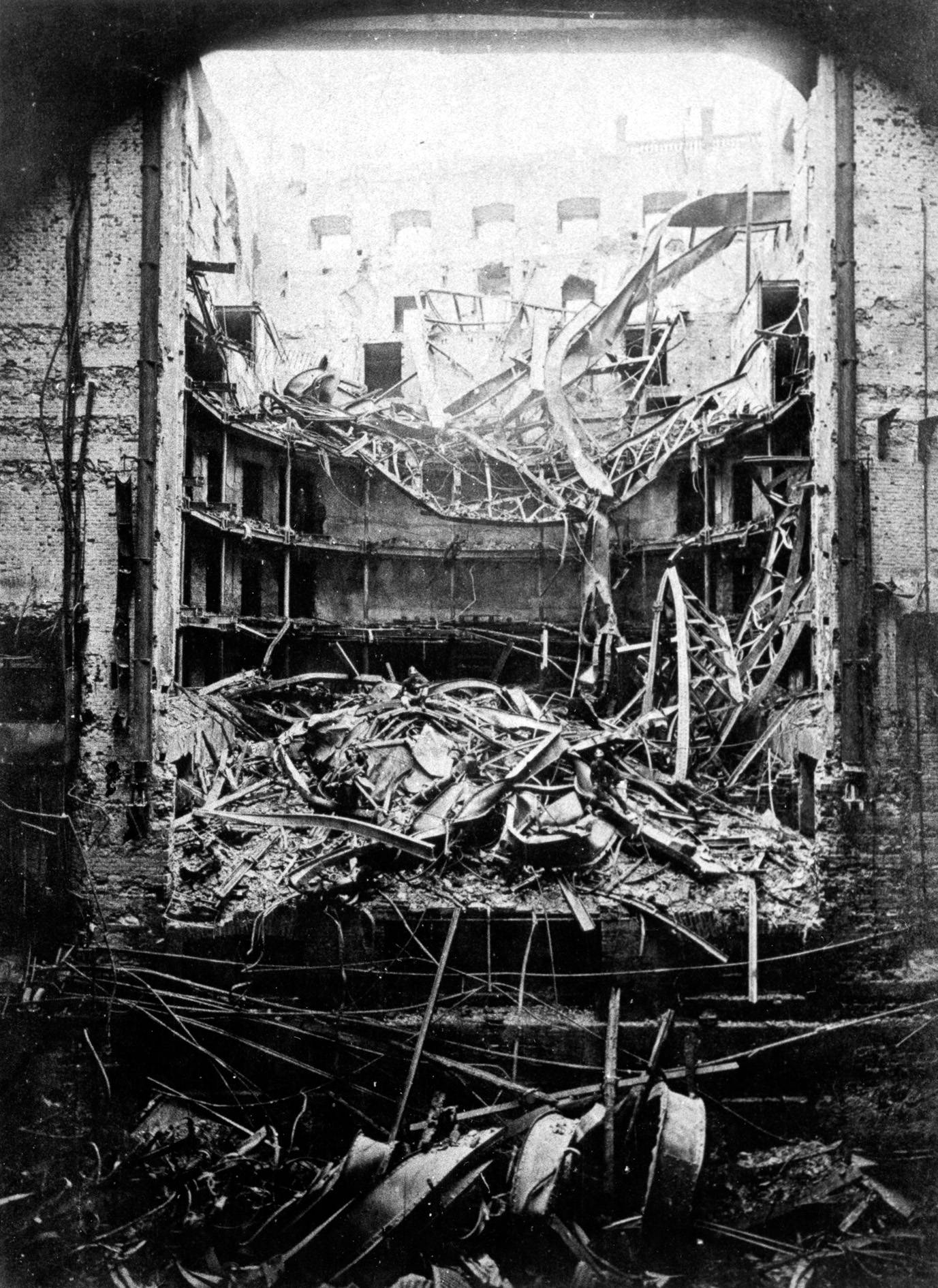
Vnitřek divadla po požáru

Národní divadlo bylo poprvé otevřeno 11. června 1881 na počest návštěvy korunního prince Rudolfa premiérou Smetanovy Libuše, komponované začátkem sedmdesátých let pro tuto příležitost. Prvním ředitelem divadla byl jmenován operní zpěvák a pedagog Jan Nepomuk Maýr. Odehrálo se v něm ještě jejích dalších jedenáct představení, než byla budova uzavřena pro dokončovací práce. Uprostřed nich, 12. srpna 1881, došlo k požáru, který zničil střechu, hlediště i jeviště divadla a též oponu od Františka Ženíška.
Požár byl pochopen jako „celonárodní katastrofa“ a vyvolal obrovské odhodlání pro nové sbírky: za 47 dní byl vybrán milion zlatých. Na sbírku přispělo celkem 45 % lidí z Prahy. Budovu po požáru dokončil prof. arch. Josef Schulz. Obnovené divadlo bylo otevřeno 18. listopadu 1883 opět představením Smetanovy Libuše. Nyní mělo divadlo i nového ředitele, spisovatele Františka Adolfa Šuberta.
| „                 | Dvanáctý srpen roku jedenaosmdesátého – požár Národního divadla! Bylo to v pátek, v nejčernější pátek našeho novodobého života národního. K nám na venkov došla zpráva o tom teprve v sobotu o polednách, a podnes vidím svého otce, jak hlavu ve dlaních seděl zdrcen u stolu, a maminka jak v koutku plakala. | “ |
| — Jaroslav Kvapil | |   |

#### Novodobá rekonstrukce

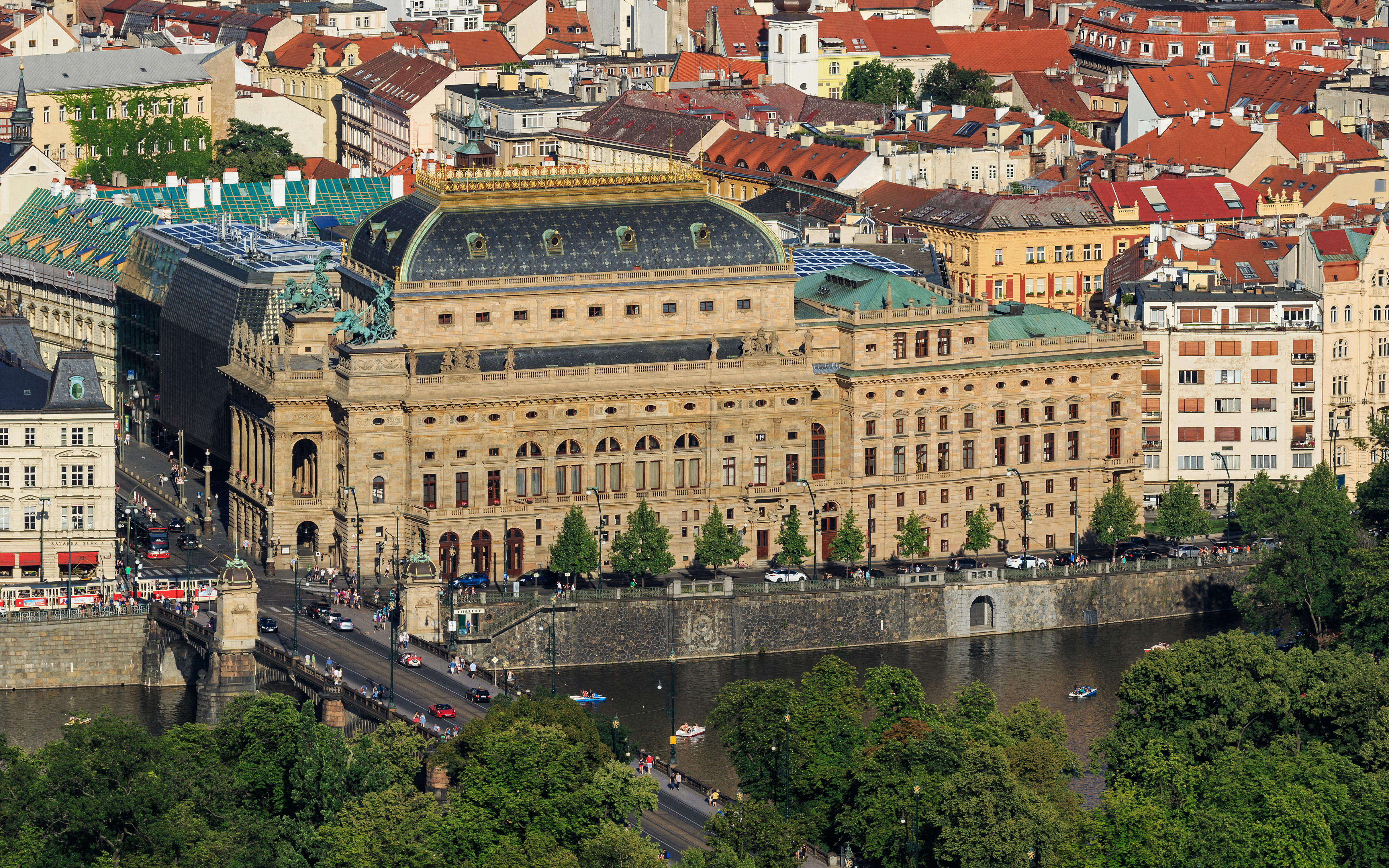
Pohled z Petřínské věže, vlevo za historickou budovou lze vidět budovu Nové scény, pravé křídlo historické budovy tvoří původní Prozatímní divadlo

Narůstající prostorové a provozní potřeby vedly v první polovině 60. let 20. století k úvahám o rozšíření areálu a posléze vyhlášení velkolepé architektonické soutěže. Jejím vítězem se stal uznávaný architekt Bohuslav Fuchs s originálním návrhem charakteristickým jednolitou skleněnou stěnou, ve které by se původní stará budova jen zrcadlila. Tento návrh se nikdy nedočkal realizace.
V 70. letech se ukázal stav Národního divadla jako velmi špatný, a tak byla podniknuta rozsáhlá rekonstrukce. Pří ní byla jednak opravena původní budova. Byl zvýšen sklon podlahy, vybudovány kuřárny, zabudováno větrání, snížen počet sedadel (986 míst celkem), variabilní jeviště. Byl také zmenšen přilehlý klášter voršilek a na zabrané ploše vznikly nové budovy, pojmenované jako Nová scéna, Provozní budova a Restaurační budova.
V květnu roku 2012 začala kompletní rekonstrukce pláště historické budovy Národního Divadla. Rekonstrukce zahrnuje i obnovu mříží, podstavců, oken, dveří, balkónů a vnějšího stožárového osvětlení. Fasáda byla očištěna především od prachu, který se zde od rekonstrukce na začátku 80. let nashromáždil, a to pomocí páry, omytí vodou a abrazivním čištěním. Budova tak získala novou sjednocenou světlejší barvu. Celá rekonstrukce probíhala ve čtyřech etapách a její poslední část, která zahrnovala opravu fasády směrem k Vltavě skončila oficiálním ukončením 9. prosince 2015. Za celou dobu nebyl omezen provoz divadla.

#### Popis
Velice dobrá akustika a slyšitelnost i v nejsvrchnějších patrech. Nad hledištěm visí 2 tuny těžký lustr o šířce 3 metry a délce 5,5 metrů, který má 223 žárovek. Opravuje se v půdním prostoru, kam se dle potřeby vytáhne. Mezi jevištěm a hledištěm jsou 3 opony. Železná opona pro případ požáru, druhá opona namalována Vojtěchem Hynaisem oslavuje obětavost českého národa při budování Národního divadla a třetí opona je červená, sametová a roztahuje se ručně. Nad oponami lze spatřit nápis „Národ sobě“, který vystihuje spolu s Hynaisovou oponou občany, kteří darovali peníze na výstavbu budovy. Nad oponou a nápisem se nachází tympanon od Bohuslava Schnircha. Sousoší zobrazuje postavu Čechie, která pokládá vavřín na hlavy múz Thalie a Melpomény, provázených Apollonem a Dionýsem. Ve foyeru na prvním balkóně se nacházejí malby Mikoláše Alše a Františka Ženíška. Jsou zde i 3 nástropní malby Františka Ženíška: Zlatý věk, Úpadek a Znovuvzkříšení umění.
Ve foyer i v jiných prostorách divadla jsou též busty osobností, které se mimořádně zasloužily o divadlo.
V hledišti na 2.galerii se nacházejí píšťaly varhan, manuál je v předsíni orchestřiště.
Střešní konstrukce byla pokryta břidlicí. Břidlice byla vytěžena i v okolí osady Zálužné ležící na území katastru města Vítkov.

### Další budovy

#### Nová scéna

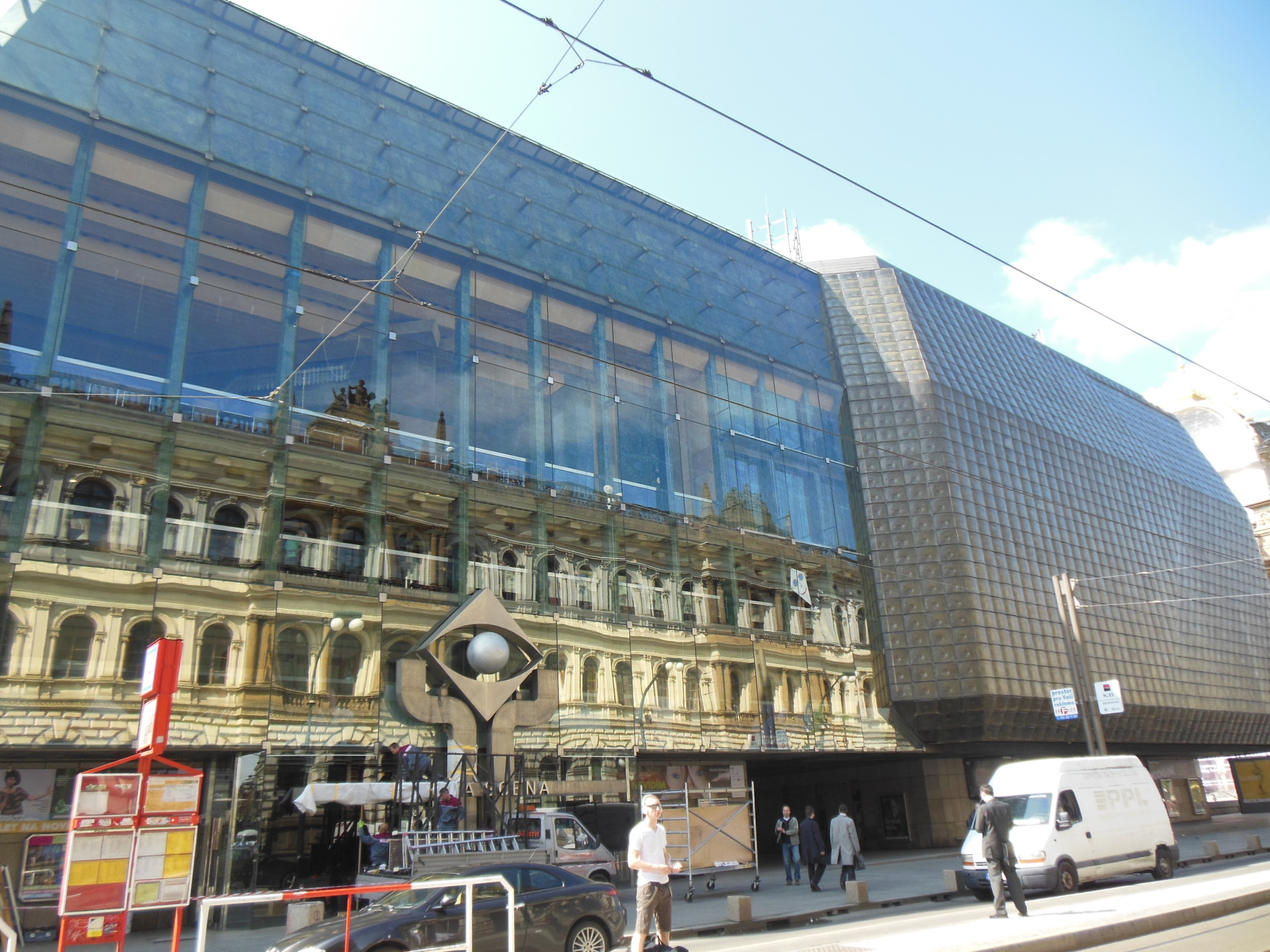
Budova Nové scény (otevřena roku 1983)

Budova Nové scény, stojící podél Národní ulice, sestává z dvou částí odlišného vzhledu. Západní část je tvořena blokem pokrytým skleněnými obrazovkami zlatavé barvy a stojícím na dvou pilířích, mezi nimiž a kolem nichž lze volně procházet na prostranství uvnitř komplexu (náměstí Václava Havla). Východní, vstupní část má hladkou prosklenou fasádu.

#### Provozní budova

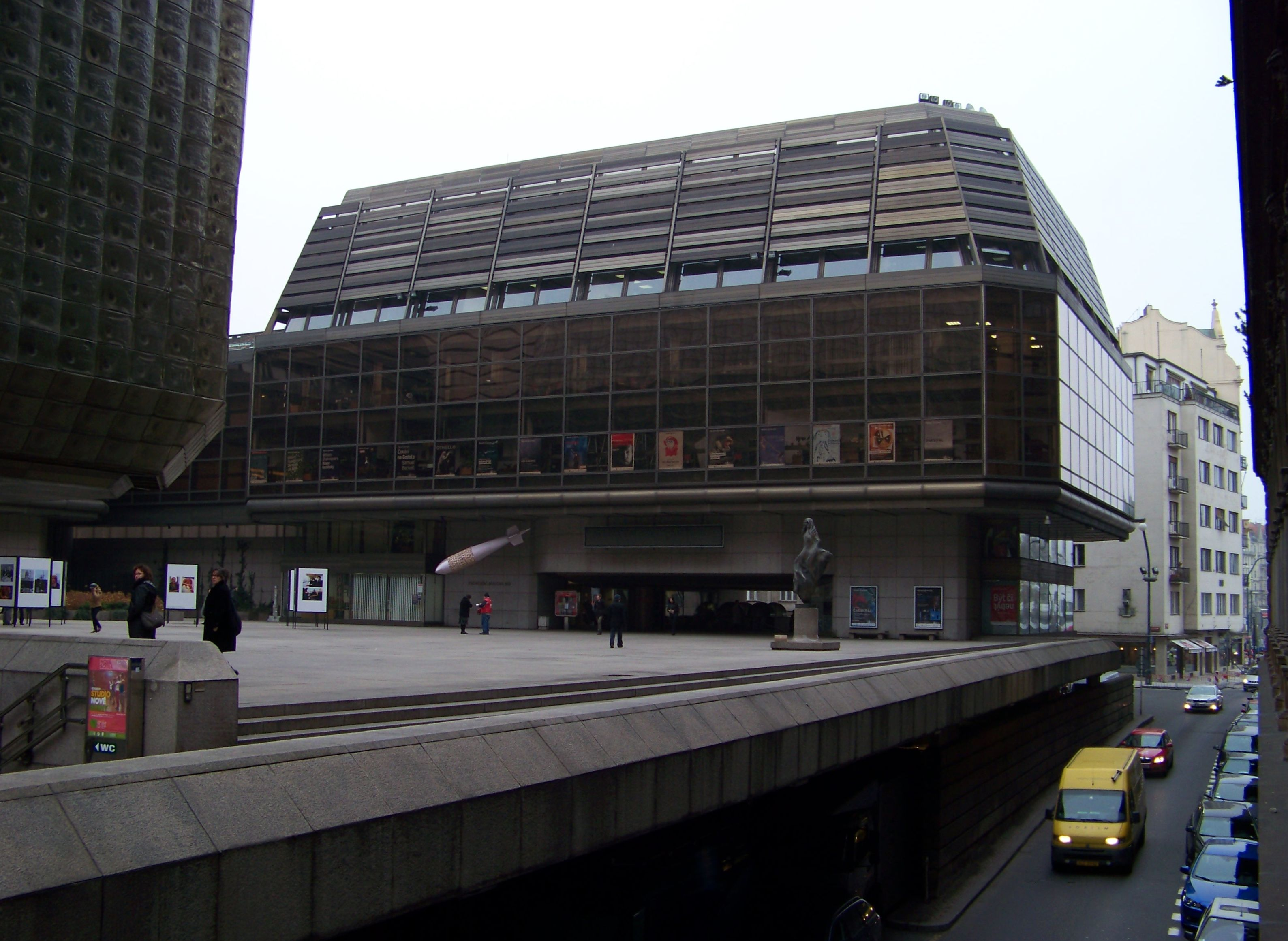
Provozní budova na jižní straně areálu

Provozní budova uzavírá areál na jižní straně, směrem k Ostrovní ulici. V přízemí vede budovou průchod, z Ostrovní ulice je pod ní též vjezd do podzemních garáží.

#### Restaurační budova

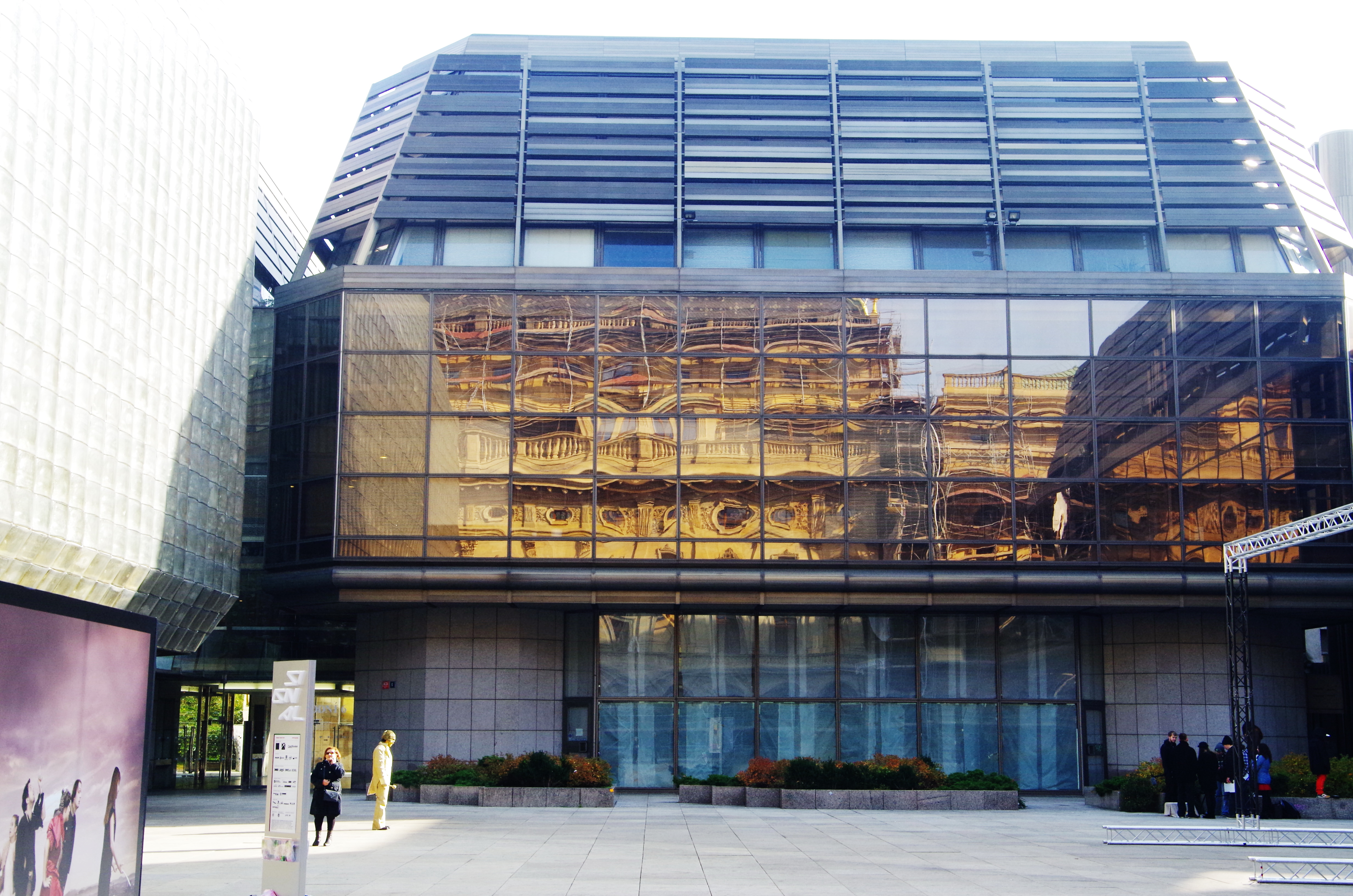
Restaurační budova na východní straně areálu

Do areálu divadla také patří restaurační budova z 80. let 20. století, která areál Národního divadla uzavírá z východní strany a odděluje jej od dvorní zahrady voršilského kláštera. Na pozemku stála dříve jiná budova, která patřila státu již od roku 1932. Nová budova z první poloviny 80. let byla v roce 1990 tzv. výčtovým zákonem č. 298/1990 Sb. společně s areálem kláštera dána v rámci restitucí do vlastnictví voršilek. Poté, co převládl názor, že tato budova byla do výčtu zařazena omylem, řád voršilek nabídl Národnímu divadlu, že mu budovu daruje, tehdejší ředitel Národního divadla ovšem tuto nabídku odmítl. V Parlamentu byl hlasován[kdy?] návrh na její vyvlastnění.
Řád svaté Voršily budovu prodal společnosti Themos, která z budovy Národní divadlo vykázala, avšak své závazky vůči voršilkám plynoucí z kupní smlouvy nikdy nesplnila, neuhradila řádně kupní cenu a za podezřelých okolností roku 2013 zkrachovala. Pozemek pod stavbou dál patří řádu. Řád voršilek se v souvislosti s úpadkovým řízením obrátil na příslušný soud s žádostí o vynětí budovy ze soupisu majetkové podstaty dlužníka THEMOS, s.r.o., neboť kdyby tak neučinil, přišel by o budovu nejen řád, ale i veřejnost, protože neprůhledné kyperské společnosti vlastnící THEMOS na rozdíl od voršilek určitě neměly v úmyslu jakoukoli další spolupráci s Národním divadlem. Oldřich Danda v deníku Právo dne 23. září 2014 interpretoval situaci tak, že řád „tajně a podezřele“ prodal majetek, který mu ani nepatřil a nyní se znovu pokouší si jej nárokovat.
Budova se dostala na základě rozhodnutí insolvenčního správce firmy Themos do dražby, a to na pokyn firmy Glory Daze, v Česku neznámého věřitele z Britských Panenských ostrovů, který měl k budově zástavní právo. Národní divadlo ji 12. května 2016 vydražilo za 290,05 milionů korun, dražba začala na 87 milionech, odhadní cena podle dražební vyhlášky 124 milionů korun. Národní divadlo si úspěch v dražbě pojistilo tím, že zpochybnilo existenci věcného břemene ve prospěch společnosti Themos tím, že smlouvy uzavřelo ministerstvo kultury a nikoliv Národní divadlo, které k tomu bylo oprávněno, a protože budova nemá vlastní přístupovou komunikaci, Národní divadlo by mohlo případnému jinému kupci znemožnit zásobování hotelu či restaurace, které by zde zřídil. Společnost Prokonzulta, pořadatel dražby, uvedla, že budova prošla v letech 1997 až 2000 rekonstrukcí, která spočívala ve výměně a modernizaci technického a technologického zařízení budovy, takže je nyní nezávisle napojena na média a energie a je energeticky samostatná a soběstačná.

## Organizace

### Právní forma a vedení
Národní divadlo má právní formu příspěvkové organizace, jejím formálním zřizovatelem je Ministerstvo kultury ČR.
V čele Národního divadla stojí ředitel Národního divadla, jehož poradním orgánem je Rada Národního divadla. Ta má 11 až 13 členů, které jmenuje a odvolává ředitel. V radě jsou podle statutu rady i zástupci zřizovatele, tedy ministerstva kultury ČR, a významné osobnosti veřejného a kulturního života (např. rektoři či děkani uměleckých vysokých škol, ředitelé jiných kulturních institucí, kulturní odborníci a publicisté atd.).
V radě Národního divadla zasedá Prof. Dr. Dadja Altenburg Pešta Kohl – lékařka, podnikatelka, ředitelka Muzea Montanelli, Prof. Ing. Jiří Drahoš, DrSc., dr.h.c. – senátor a emeritní předseda Akademie věd České republiky, Ing. Petr Dvořák – bývalý generální ředitel České televize, Ing. Jiří Maceška – předseda dozorčí rady ČEPS, a.s., JUDr. Vlasta Formánková – soudkyně Krajského soudu v Plzni, Ing. Bohdan Wojnar – člen představenstva za oblast personalistiky společnosti Škoda Auto, a.s., člen Národní ekonomické rady vlády, Pavel Kohout – básník, novinář, scenárista, dramaturg, divadelní a filmový režisér, prozaik a dramatik, Ing. Miroslav Lukeš, senior poradce Bankovní identita, Igor Vida, předseda představenstva a generální ředitel společnosti Raiffensenbank a.s., Kateřina Zapletalová, jednatelka a členka představenstva společnosti Moser a.s. a Tomáš Zima, přednosta Ústavu lékařské biochemie a laboratorní diagnostiky a emeritní rektor Univerzity Karlovy.
Vedení Národního divadla tvoří ředitel, jeho poradce, umělečtí šéfové opery, činohry, baletu a Laterny magiky, finanční ředitel, administrativně-právní ředitel, technicko-provozní ředitel a ředitel Nové scény.

### Scény
V současné době pod Národní divadlo spadají 4 různé scény:
- historická neboli Zítkova budova (Nové Město, u hranice se Starým Městem)
- Státní opera Praha
- Nová scéna (vedle historické budovy, otevřena 1983)
- Stavovské divadlo (Staré Město, k Národnímu divadlu přičleněno po první světové válce, později neslo název Tylovo divadlo)

Od sezony 1948–1949 bylo k Národnímu divadlu přičleněno i někdejší Nové německé divadlo, stojící na jižním okraji Vinohrad, a následně bylo přejmenováno na Smetanovo divadlo. Roku 1992 bylo osamostatněno jako Státní opera Praha. V roce 2011 usiloval tehdejší ministr kultury Jiří Besser v rámci úspor o opětovné sloučení uměleckých souborů a tím i divadel.

### Bývalé scény
- V letech 1991 až 2014[29] sídlila v mecenášském pronájmu komorní scéna Divadlo Kolowrat v Kolowratském paláci v bezprostřední blízkosti Stavovského divadla na Ovocném trhu. Provoz této scény byl ukončen posledním představením dne 23. června 2014 – představením Stefano Massini: Ohlušující pach bílé.[30]

### Umělecké soubory
Národní divadlo má čtyři různé vlastní umělecké soubory:
- Laterna magika
- Činohra Národního divadla
- Balet Národního divadla
- Opera Národního divadla

Dne 3. března 2011 ministr kultury Jiří Besser odvolal pověřeného ředitele Státní opery Praha Radima Dolanského a pověřil řízením Ondřeje Černého, ředitele Národního divadla. Ministerstvo hodlalo sloučit baletní a operní soubory obou institucí, s čímž se Radim Dolanský odmítl ztotožnit.

### Ředitelé
- Jan Nepomuk Maýr (1881–1883) – před 2. otevřením
- František Adolf Šubert (1883–1899)
- Gustav Schmoranz (1902–1922)
- Jaroslav Šafařovič (1922–1931)
- Stanislav Lom (1932–1939)
- Karel Neumann (1939–1942)
- Ladislav Šíp (1942–1944)
- Václav Vydra st. (1945–1949)
- Ladislav Boháč (1949–1953)
- Drahoš Želenský (1953–1958)
- Bedřich Prokoš (1958–1965)
- Josef Urban (1964–1969)
- Přemysl Kočí (1969–1978)
- Jiří Pauer (1978–1989)
- Ivo Žídek (1989–1991)
- Jindřich Černý (1991–1993)
- Jiří Srstka (1993–2002)
- Daniel Dvořák (2002–2007)
- Ondřej Černý (2007–2013)
- Jan Burian (od 2013)

### Síň slávy Národního divadla
Síň slávy Národního divadla byla otevřena v roce 2015 u příležitosti oficiálního zahájení 133. sezony Národního divadla.

## Osobnosti českého divadla o Národním divadle
Karel Höger
- Když v roce 1868 položili dělníci na staveniště Národního divadla velký věnec, napsali na jeho stuhu: "Mír staví, svár boří". Milujme divadlo také proto a snažme se, aby vždy bylo staveništěm míru, lásky, porozumění a místem skutečného velkého umění. [32]
- Do Národního divadla jsem přišel v roce 1940. Tenkrát se na tu první scénu nechodilo snadno, natož aby se tam člověk dostal rovnou z herecké školy. A přicházelo se tam s úctou. Ne s rukama v kapsách. Pro moravského herce to bylo cosi úžasného, Zítkova Zlatá kaplička byla pro něho jakýmsi velechrámem. Tady se směl postavit po bok těm, o nichž slýchal a četl, a najednou všechno, co uměl, nebylo nic...Přicházeli jsme, div jsme čepici ve dlani nežmoulali. Když jsem sem vstupoval jako herec poprvé, trochu jsem se bál a trochu – to víc – jsem pociťoval úctu. Patřím už sem? Tak jsem se ptal. Vysloužil jsem si opravdu to neviditelné vyznamenání, že smím tady hrát?[33]

Radovan Lukavský
- Národní divadlo je životně spojeno nejen s dějinami naší národní kultury, ale s kulturním životem každého z nás a má v každém z nás i své malé dějiny. Jen zkusme říci: Národní divadlo...Co se nám z paměti vynoří? Vzpomínky, obrazy, silné okamžiky...A tu jsme se vlastně dotkli něčeho velikého a podstatného, za co také Národnímu divadlu vděčíme: že živí, pěstuje a střeží naši společnou paměť, paměť národa.[34]

Ladislav Pešek
- Když jsem jako chlapec přijel s rodiči, kteří byli členy brněnského Národního divadla, poprvé na návštěvu do Prahy, tatínek před Národním divadlem smekl a maminka dojatě sepnula ruce. Tato vzpomínka z útlého mládí se mi trvale vryla do paměti. Když jsem v roce 1928 vstupoval do Národního divadla vchodem pro herce, byl jsem rozechvělý štěstím, že jsem byl pozván k pohostinskému vystoupení na této pro herce přímo posvátné scéně. A co teprve, když rok nato – v květnu 1929 – jsem vešel do ředitelny Národního divadla, abych u ředitele Šafařovice podepsal smlouvu jako člen činohry! Nejen tehdy, ale i dnes to považuji za nejvyšší vyznamenání, jakého se mi mohlo dostat...Co budu živ, budu vzpomínat na Národní divadlo velikánů, na dobu nezapomenutelných představení, vytvářených neopakovatelnými kumštýři, kteří jeden druhého umělecky obohacovali a inspirovali. Národní divadlo ze sebe vždycky dokázalo setřást všechny módní styly, všechny příživníky a netalenty. Vždy v sobě našlo dost síly, aby po přestálých krizích a prohrách se znovu obrodilo a oslavilo nová vítězství.[35]